# Tadeusz Sąsara
Tadeusz Adolf Sąsara (ur. 19 lipca 1937 w Skarżysku-Kamiennej, zm. 1 stycznia 2018) – polski działacz sportowy, w latach 1978–1988 prezes Polskiego Związku Piłki Siatkowej.

## Życiorys

### Działalność sportowa
W latach 50. uprawiał koszykówkę w barwach Znicza Pruszków i Górnika Wałbrzych. W latach 1960–1963 pełnił funkcję wiceprezesa Polskiego Związku Kolarskiego, w latach 1963-1969 wiceprezesem KS Śnieżka Karpacz. W 1976 ukończył studia w Akademii Wychowania Fizycznego w Warszawie. Od 1976 był wiceprezesem Polskiego Związku Piłki Siatkowej, w latach 1978–1988 prezesem PZPS, w 1998 otrzymał tytuł prezesa honorowego. Od stycznia do kwietnia 2002, po rezygnacji Janusza Biesiady, ponownie tymczasowo kierował związkiem siatkarskim.

### Praca zawodowa
W latach 1956–1958 był kierownikiem oddziału powiatowego Polskiego Czerwonego Krzyża w Kamiennej Górze, w latach 1959-1963 starszym instruktorem w Wydziale Sportu, Turystyki i Obozownictwa Komitetu Centralnego Związku Młodzieży Socjalistycznej. W 1962 ukończył Studium Ekonomiki i Organizacji Hotelarskiej w Poznaniu. Od 1963 był związany z Biurem Turystyki Młodzieżowej Juventur, m.in. w latach 1963-1969 kierował ośrodkiem Juventuru w Karpaczu, w latach 1969-1973 był dyrektorem oddziału Juventuru w Warszawie. W 1973 został zastępcą dyrektora ds. handlowych Warszawskiego Ośrodka Turystyki i Wypoczynku "Wisła", następnie dyrektorem Biura Turystyki Syrena w Warszawie, ale jeszcze w tym samym roku objął funkcję zastępca dyrektora hotelu Polonia-Metropol w Warszawie, w latach 1981-1983 był dyrektorem naczelnym hotelu MDM' w Warszawie, w latach 1983-1995 dyrektorem warszawskich hoteli Grand Hotel, Solec, Vera oraz Forum, od 1995 dyrektorem warszawskiego Grand Hotelu.
Zmarł 1 stycznia 2018. Został pochowany na Cmentarzu w Wilanowie.

## Ordery i odznaczenia
- Krzyż Komandorski Orderu Odrodzenia Polski (2002)[5]
- Krzyż Oficerski Orderu Odrodzenia Polski (1997)[6]